# Frank Gorman
Francis Xavier "Frank" Gorman, född 11 november 1937 i New York, är en amerikansk före detta simhoppare.
Gorman blev olympisk silvermedaljör i svikthopp vid sommarspelen 1964 i Tokyo.